# William Haomae
William Ni'i Haomae (né le 26 novembre 1960) est un homme politique salomonien. Ministre des Affaires étrangères Îles Salomon depuis le 22 décembre 2007, succédant à Patteson Oti.
Il fut ministre de la Culture, du Tourisme et de l'Aviation de 1994 au 5 août 1997. Il est devenu ministre de la police et la Justice le 2 juillet 2000, il est ensuite devenu Vice-Premier Ministre et Ministre de l'unité nationale, de la réconciliation et de la paix le 13 août 2001 jusqu'en décembre 2001. Il a servi comme ministre de la police et de la sécurité nationale dans l'éphémère gouvernement du Premier ministre Snyder Rini du 21 avril 2006 au 4 mai 2006.